# Герб Корзунова
Герб муниципального образования сельское поселение Корзуново Печенгского района Мурманской области Российской Федерации — опознавательно-правовой знак, служащий официальным символом муниципального образования.
Герб сельского поселения Корзуново утверждён 7 июня 2012 года решением Совета депутатов сельского поселения Корзуново № 130. и внесён в Государственный геральдический регистр Российской Федерации под № 7744..

## Описание герба
«В лазоревом поле — вписанная в перевязь комета о пяти лучах и с прямым хвостом, сопровождаемая по сторонам сообращёнными короткими берёзовыми ветвями о трёх листах каждая; все фигуры золотые».
Герб сельского поселения Корзуново в соответствии с Методическими рекомендациями по разработке и использованию официальных символов муниципальных образований (Раздел 2, Глава VIII, п.п. 45-46), утверждёнными Геральдическим советом при Президенте Российской Федерации 28 июня 2006 года может воспроизводиться со статусной короной установленного образца.

## Обоснование символики
Впервые окрестности Корзуново упоминаются в связи с миссионерской деятельностью преподобного Трифона Печенгского. В 1532—1533 годах, по благословению Новосельского архиепископа Макария, преподобный Трифон Печенгский построил православный храм и основал на реке Печенге монастырь во имя Святой Троицы, для обращения местных жителей в православную веру.
13 октября 1947 года на территории посёлка Луостари был сформирован отдельный авиационно-технический батальон ВВС Северного флота. Был образован аэродром Луостари. В расквартированном на базе аэродрома 769 истребительном полку 122-й истребительной авиадивизии Северного флота проходил службу Юрий Гагарин. 13 декабря 1962 года был образован самостоятельный посёлок Луостари-Новое. В 1967 году был переименован в Корзуново в честь Героя Советского Союза лётчика Ивана Егоровича Корзунова.
Авиационная биография поселения отражена в гербе языком символов и аллегорий. Положенная в перевязь золотая комета символизирует полет, стремление в космос. А её пять лучей аллегорически показывают то, что И. Е. Корзунов и Ю. А. Гагарин были Героями Советского Союза.
Ветви берёзы символизируют природу поселения.
Золото — символ богатства, стабильности, уважения, интеллекта.
Голубой цвет — символ чести, благородства, духовности; цвет водных просторов и бескрайнего неба.
Авторы герба: идея герба — Константин Моченов (Химки), Михаил Ригерт (Кострома); художник и компьютерный дизайн — Ольга Салова (Москва).
Герб разработан при содействии Союза геральдистов России.